# Sèvre Niortaise
Die Sèvre Niortaise ist ein Fluss im Westen Frankreichs. Sie entspringt bei Sepvret im Département Deux-Sèvres und verläuft in Ost-West-Richtung zum Atlantischen Ozean, wo sie nach rund 158 Kilometern nördlich von La Rochelle, in die Bucht von L’Aiguillon-la-Presqu’île mündet.
Sie ist nicht mit der Sèvre Nantaise zu verwechseln, die ihre Quelle etwa 40 Kilometer weiter nordwestlich hat, in Süd-Nord-Richtung fließt und in Nantes in die Loire mündet. Die beiden gleichnamigen Flüsse gaben dem Département Deux-Sèvres (deutsch: Zwei Sèvres) den Namen.

## Flusslandschaft
Das Landschaftsbild der Sèvre Niortaise wechselt in seinem Verlauf ein paarmal seinen Charakter: 
- Im Oberlauf, bis Niort, verläuft der Fluss durch eine hügelige Landschaft mit vielen Mäanderschleifen. Das Gefälle wurde durch etwa 50 großteils stillgelegte und zu Wohnhäusern umfunktionierte Wassermühlen genutzt.
- Bei Niort tritt der Fluss in eine Tiefebene ein, welche die Überreste einer ehemaligen, seit dem 11. Jahrhundert schrittweise trockengelegten Atlantikbucht (Golf von Pictons) ist. Hier wird die Sèvre Niortaise zu einem breiten und oft windausgesetzten Fluss. Sie durchfließt und entwässert den Marais Poitevin mit dem Venise Verte und wandelt sich zu einem Marschlandfluss.
- Ab Marans wird sie bereits von den Gezeiten beeinflusst und wandelt sich zu einem Tidefluss, der dann in die Anse d’Aiguillon, einer Atlantikbucht nördlich von La Rochelle und der Insel Île de Ré, mündet.

## Schifffahrt
Die Sèvre Niortaise ist von Niort bis zu ihrer Mündung in den Atlantik auf 72 Kilometern Länge schiffbar. 
- Der Abschnitt zwischen Niort und Marans ist kanalisiert, wobei einige Flussschleifen durch Kanäle abgekürzt wurden. Hier finden die Schiffe auch Anschluss an die ebenfalls kanalisierten Flüsse Mignon und Jeune Autise, sowie zum Canal de la Vieille Autise.
- Der Abschnitt von Marans bis zur Mündung gehört zu den Seewasserstraßen. Für einen Teil dieser Strecke wurde ein Umgehungskanal, der Canal Maritime de Marans au Brault geschaffen, ein Seekanal, über den die Küstenfahrzeuge bis in den kleinen Seehafen von Marans gelangen.

Die wichtigste Bestimmung der Sèvre Niortaise war es, den Holztransport aus dem Marais du Poitevin zu den Seehäfen Marans und La Rochelle zu ermöglichen. Es sind noch immer einige Schlepper damit beschäftigt, Holz stromab zu flößen, ansonsten ist das Transportaufkommen gering. Auch Sportboote verirren sich selten in dieses Revier. Im Sumpfland des Marais de Poitevin werden jedoch gerne Ausflüge mit kleinen Touristenbooten veranstaltet.

## Durchquerte Départements
- Deux-Sèvres
- Vendée
- Charente-Maritime

## Orte am Fluss

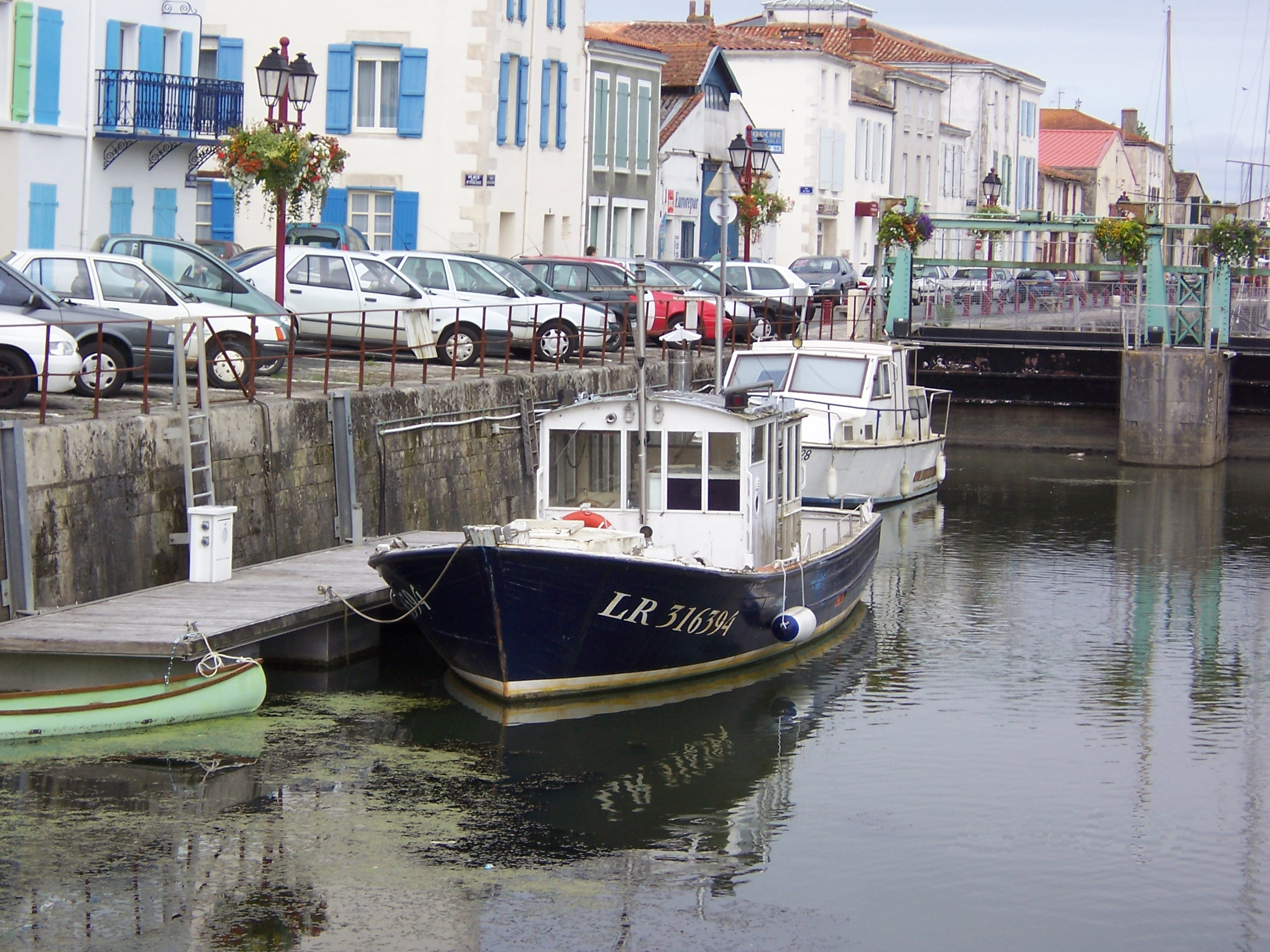
Im Hafen von Marans

- Sepvret
- La Mothe-Saint-Héray
- Saint-Maixent-l’École
- La Crèche
- Chauray
- Échiré
- Niort
- Coulon
- Damvix
- L’Île-d’Elle
- Marans